# Attack of the 50 Foot Woman
Attack of the 50 Foot Woman är en amerikansk lågbudget sci-fi-film från 1958 regisserad av Nathan H. Juran (krediterad som Nathan Hertz). Titelrollen, en kvinna som efter ett möte med en utomjording växer till gigantiska proportioner, spelas av Allison Hayes. 

## Handling
Ett rött eldklot siktas på himlen runt om i världen och slår ned i Kalifornien. Nancy Archer (Allison Hayes), en förmögen men olycklig kvinna, kör en kväll på en övergiven motorväg när ett starkt lysande sken får henne att köra av vägen. När hon undersöker saken närmare stiger plötsligt en stor utomjording ut ur det kraschade föremålet. 

## Om filmen
Filmen har ett liknande tema som flera andra filmer från samma tidpunkt. Monstret från Nevada och I skräckens klor är några exempel som också fokuserar på människor som ändrar i storlek. Men i Attack of the 50 Foot Woman är alltså protagonisten en kvinna istället för en man. 
En nyinspelning gjordes 1993 i form av en TV-film som premiärvisades på HBO. Den regisserades av Christopher Guest och medverkar gör bland andra Daryl Hannah och Daniel Baldwin. Även Turtlesavsnittet "Attack of the 50 Foot Irma" (1989) innehåller en liknande handling, där Aprils väninna Irma träffas av en stråle skapad genom element från en meteorit som kraschat mot Jorden, växer i storlek och jagas av myndigheterna.

### Fotnoter
1. ↑  ”Attack of the 50 Foot Irma” (på engelska). TV.com. 23 oktober 1989. http://www.tv.com/shows/teenage-mutant-ninja-turtles-1987/attack-of-the-50-foot-irma-57359/. Läst 10 september 2014.